# کاتینکا گولدبرگ
کاتینکا گولدبرگ (نروژی: Cathinka Guldberg) زادهٔ ۳ ژانویهٔ ۱۸۴۰ و مرگ به تاریخ ۲۲ اکتبر۱۹۱۹م، در سن ۷۹ سالگی، یک پرستار نروژی بود.
وی اولین شماس زن در نروژ بود و هم او بود که آموزش پرستاری را در نروژ پایه گذاشت. در سال ۱۹۱۵م، بار دیگر او اولین زنی بود که نشان سنت اولاف به وی تقدیم شد.

## پیشینه
کاتینکا گولدبرگ سال ۱۸۴۰ در کریستیانیا که از سال ۱۹۲۵م، اسلو که همان پایتخت نروژ است، نامیده می‌شود، در خانواده ای مرفه، مذهبی و تحصیل کرده به دنیا آمد. پدرش که تحصیل کرده رشتهٔ الهیات بود، هم کتاب فروشی داشت و هم سردبیر و ناشر بود. اصل مادرش که زنی با تقوا بود به یک خانوادهٔ ثروتمند تاجر از اهالی فردریکستاد برمی‌گشت.

کاتینکا سالهای نخست زندگیش را در زادگاهش گذراند. وقتی ۸ سال داشت، پدرش لباس روحانیان مسیحی به تن کرد و در مقام کشیش در
نانستاد مشغول کار شد. به این ترتیب همه خانواده به آن شهرک منتقل شدند و پس از مدتی از آنجا نیز به اولنساکر نقل مکان کردند. وقتی کاتینکا تنها ۱۵ سال داشت، مادرش را از دست داد و به عنوان دختر ارشد خانواده، بخش بزرگی از مسئولیت امور خانه بر دوش او افتاد.

همزمان با مسئولیت در خانه، کاتینکا در فعالیت اجتماعی کلیسای محل نیز سهم داشت. او همراه با گروه‌های نیکوکار و امدادگر مسیحی در یاری رساندن به فقیران و بیماران، هم کار کرد و هم آموزش دید. کاتینکا از همان کودکی اعتقاد مذهبی داشت و با کلیسا در ارتباط منظم بود. پس از مرگ مادرش، پدر او بار دیگر ازدواج کرده بود. اما دومین همسر هم پس از مدتی درگذشته بود و پدرش را تنها گذاشته بود. پدرش مدتها با خانوادهٔ زن مرحوم اولش، به عنوان مردی بیوه، زندگی کرد تا سرانجام وقتی بچه‌ها بزرگ شده بودند و کاتینکا ۲۴ سال داشت، برای سومین بار ازدواج کرد و از بچه‌هایش جدا شد.

### تحصیلات
کاتینکا گولدبرگ که از قبل همراه با مراقبت داوطلبانه از بیماران تجربه کسب کرده بود، در سال ۱۸۶۶م، به آلمان سفر کرد تا بر دانش حرفه ای خود بیافزاید. او از قبل آگهی‌های مدرسه مذهبی را دیده بود و تصمیم گرفته بود، مقیم دیر شده و شماسی بیاموزد. محل مدرسه یا صومعهٔ آموزشی در دوسلدورف بود. جایی که فلورانس نایتینگل در آن درس خوانده و آموزش دیده بود. در اواخر دوره تحصیل، از کاتینکا دعوت شد تا مدیریت راه اندازی یک مجتمع مسیحی شامل از جمله صومعه و درمانگاه را در کریستیانیا بر عهده گیرد.
کاتینکا از این دعوت استقبال کرد و بعد از اتمام دوره آموزشی، به عنوان یک شماس یا همان خواهر روحانی به نروژ بازگشت تا مدیرت مؤسسه مذهبی - بهداشتی را بر عهده گیرد.

### راه اندازی مجتمع مذهبی
کاتینکا گولدبرگ به همراه اولین شاگرد و دستیارش در تاریخ ۲۰ نوامبر ۱۸۶۸م، در یک ملک متعلق به شهرداری امروز اسلو مستقر شد. مقدمات کار به خوبی پیش رفت و همراه با گسترش فعالیت، پس از دو سال فعالیت مؤسسه به محل دیگری در شهر منتقل شد. با رشد بیشتر مؤسسه، محل جدید هم به زودی گنجایش کافی نداشت و بنابراین بار دیگر مجتمع مذهبی، شامل خوابگاه، نمازخانه، آموزشگاه و درمانگاه، کمی پیش از کریسمس سال ۱۸۸۷م، به محل بزرگتری در شهر منتقل شد. این محل جدید، ملکی به وسعت بیش از ۱۱ هکتار بود که یکی از تجار ثروتمند محل به قصد نیکوکاری به مؤسسه هدیه داده بود. تحت مدیریت کاتینکا گولدبرگ مؤسسه به سرعت رشد کرد و تعداد خواهران به ۵۵۰ نفر رسید. در این مجتمع علاوه بر خوابگاه، آموزشگاه، درمانگاه و آسایشگاه سالمندان، کلیسا و یتیم خانه نیز ساخته شد.

الگوی کاتینکا گولدبرگ در ایجاد این مجتمع تا حد زیادی مطابق صومعه محل تحصیل و اقامتش در آلمان بود. اما کاتینکا قوانین را بسیار ساده کرد. دختران راهبه که به صومعه پیوسته بودند، روابطی مانند یک خانواده بزرگ داشتند. کاتینکا گولدبرگ خود سرپرست خانه بود و خواهران او را مادر روحانی می‌نامیدند.

تحت مدیریت کاتینکا نوآموزان پیش از تعهد به لباس یک راهبه، ابتدا یک دوره آزمایشی را می‌گذراندند. در این دوره دختران در لباس راهبه یک زندگی همراه با ریاضت را می‌گذراندند. برقراری رابطه جنسی برای خواهران ممنوع بود. به آنها ماهیانه مختصری پرداخت می‌شد و آنها را به انجام خدمات لازم می‌گماردند. با این حال تحت مدیریت مادر کاتینکا، دختران آزاد بودند درصورت پشیمانی به زندگی عادی برگردند. برای مثال، مانند مواقعی که ازدواج پیش می‌آمد. در عمل دخترانی که در مؤسسه می‌ماندند و به کار و تحصیل ادامه می‌دانند، طبق معیارهای جامعه مردسالاری آن زمان شانسی استثنایی برای کسب مهارت حرفه ای و آغاز یک زندگی مستقل را داشتند.

مادر روحانی، کاتینکا گولدبرگ، نه تنها در شکل‌گیری شخصیت دختران بسیار مؤثربود، بلکه در فرهنگ و سنتهای زمان خویش نیز اثری ماندگار باقی گذاشت. فعالیت سازمان یافته و سازنده دختران در اجتماع، که تحت پوشش مسیحیت حمایت می‌شد، آغاز فصل جدیدی در روابط اجتماعی دختران در نروژ را ممکن ساخت.

فعالیت اجتماعی کلیسا در قرن ۱۹ میلادی تجدید سازمان یافت؛ و کاتینکا گولدبرگ از جمله پیشگامان این تجدید سازمان بود. معرفی خدمات سازمان یافته زنان به اجتماع و افزایش سهم زنان در امور اجتماعی از جمله اهداف و نیز محصولات این تجدید سازمان بود.

### آموزش پرستاری
انتخاب پرستاری به منظور معرفی خدمات سازمان یافته زنان مسیحی به اجتماع اتفاقی نبود. در آن زمان از پیش، زنان زیادی در بیمارستانها به خصوص در امور نظافت و خدمتکاری کار می‌کردند. اما حدود وظایف و حقوق آنها معلوم نبود و گاه مراقبت از بیماران هم به صورت پراکنده به آنها محول می‌شد. در بین پزشکان نروژ تمایل به سر و سامان دادن به این وضعیت قوت گرفت و مورد استقبال زنان خدمتکار نیز واقع شد.

عملا در آن زمان، تنها محل آموزش پرستاری به دختران در سطح حرفه ای، صومعه بود. به زودی قراردادهایی بین صومعه و بیمارستانها بسته شد. دختران راهبه به صورت سازمان یافته برای کار و کار آموزی به بیمارستانها و گاه به خانه بیماران فرستاده شدند؛ و مسئولیت حرفه ای و حقوق آنها تعیین شد. به این ترتیب کاتینکا گولدبرگ در مقام مادر روحانی و مدیر صومعه، نقشی محوری در آموزش پرستاران حرفه ای و تأمین خدمات پرستاری در سراسر نروژ یافت.

در سال ۱۹۶۶م، تندیسی به یادبود کاتینکا گولدبرگ به ابتکار دانشکده‌های پزشکی و پرستاری و بیمارستانهای سراسر نروژ ساخته و مستقر شد تا این نقش محوری به یاد نسل‌های آینده باقی بماند.

### رهبری
اگر چه کاتینکا گولدبرگ همچنان به پیروی از الگوهای زمان خود، زن را تابع مرد می‌دانست، اما خود او رهبری مستقل و توانا بود و در صورت نیاز از رویارویی با پزشکان مرد پروایی نداشت. در ۱۸ سال نخست فعالیت مؤسسه، کاتینکا یگانه مدیر تشکیلات بود. از سال ۱۸۸۶م، برای اولین بار مدیریت مؤسسه به دو بخش تقسیم شد و مسئولیت به صورت جداگانه به دو مدیر محول شد.

مسئولیت کاتینکا به عنوان مدیر مؤسسه بسیار گسترده بود. چرا که او نه تنها مسئول مدرسه و آموزش دختران بود، بلکه همچنان نقش مادر روحانی را نیز بر عهده داشت. پس به این ترتیب معلمان حرفه ای، امر آموزش را
عهده‌دار شدند و از بار وظایف کاتینکا کاسته شد.

در سال ۱۹۱۳م، وقتی زنان نروژ برای اولین بار از حق رای برخوردار شدند، کاتینکا گولدبرگ از ۴۵ سال پیش، مدیریت یکی از مهم‌ترین بنیادهای کشور نروژ را بر عهده داشت. در روز تولد ۷۵ سالگی خود در سال ۱۹۱۵م، برای اولین بار نشان سنت اولاف به یک زن که او بود اهدا شد.

### پایان زندگی
کاتینکا گولدبرگ تا آخرین روزهای زندگی خود در خدمت صومعه بود و وقتی در سال ۱۹۱۹م، از این جهان رفت ۷۹ سال داشت. پیکر وی در آرامگاهی در اسلو به خاک سپرده شده‌است.